# Michael Kretz
Michael Kretz (* 1966) ist ein österreichischer Politiker (SPÖ) und Unternehmensberater. Kretz war von 2004 bis 2009 Abgeordneter zum Salzburger Landtag.

## Leben
Kretz schloss 1985 die Fremdenverkehrsakademie Kleßheim ab und war von 1990 bis 2006 Angestellter bei der Wiener Städtischen Versicherung. Er ist seit 2007 als selbständiger Unternehmensberater tätig. 
Kretz war von 1999 bis 2000 Gemeinderat in Golling und wirkte von 2000 bis 2002 als Vizebürgermeister. Er wurde 2002 zum Bezirksvorsitzenden der SPÖ Tennengau gewählt und ist seit 2005 Vizepräsident des Sozialdemokratischen Wirtschaftsverbandes Salzburg sowie Delegierter zum Wirtschaftsparlament. Kretz wurde am 28. April 2004 als Abgeordneter zum Salzburger Landtag angelobt und übernahm als Bereichssprecher die Agenden Gesundheit und Krankenanstalten im SPÖ-Landtagsklub. Für die Landtagswahl 2009 wurde er an die zweite Stelle der SPÖ-Liste Tennengau hinter Landeshauptfrau Gabriele Burgstaller gereiht. 2008 gehörte Kretz auch dem SPÖ-Team für die Regierungsverhandlungen an. verzichtete jedoch nach der Wahl auf sein Mandat. Er schied per 22. April 2009 aus dem Landtag aus und verließ die Politik, um in eine Führungsposition bei einem österreichischen Privatunternehmen zu wechseln. Seit 2011 ist Kretz Geschäftsführer von Bezirksblätter/Regionalmedien Salzburg.